# NGC 7191
NGC 7191 est une galaxie spirale intermédiaire située dans la constellation de l'Indien. Sa vitesse par rapport au fond diffus cosmologique est de 2 824 ± 13 km/s, ce qui correspond à une distance de Hubble de 41,7 ± 2,9 Mpc (∼136 millions d'al). NGC 7191 a été découverte par l'astronome britannique John Herschel en 1835.

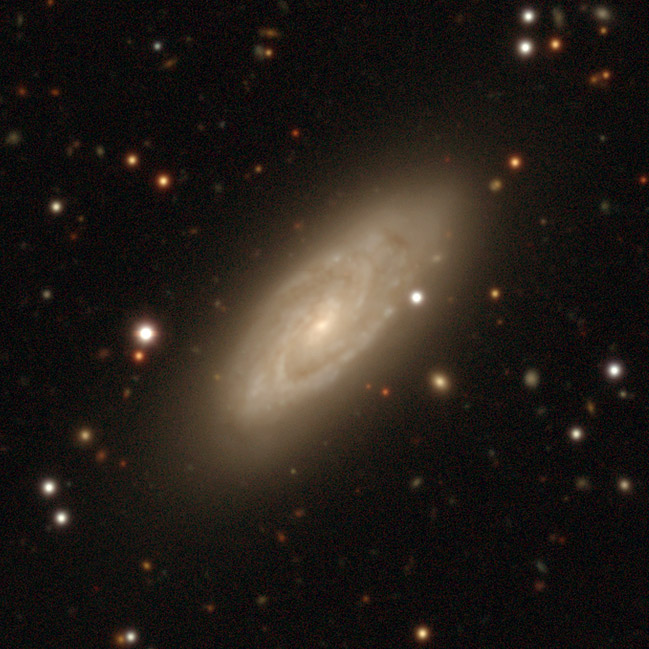
NGC 7191 par le projet « Legacy Surveys DR10 ».

La classe de luminosité de NGC 7191 est III. De plus, cette galaxie renferme des régions d'hydrogène ionisé (HII).
À ce jour, 12 mesures non basées sur le décalage vers le rouge (redshift) donnent une distance de 36,200 ± 2,947 Mpc (∼118 millions d'al), ce qui est à l'intérieur des valeurs de la distance de Hubble. Notons cependant que c'est avec la valeur moyenne des mesures indépendantes, lorsqu'elles existent, que la base de données NASA/IPAC calcule le diamètre d'une galaxie et qu'en conséquence le diamètre de NGC 7191 pourrait être d'environ 30,9 kpc (∼101 000 al) si on utilisait la distance de Hubble pour le calculer.

## Groupe de NGC 7192
Selon A. M. Garcia NGC 7191 fait partie du groupe de NGC 7192. Ce groupe de galaxies renferme au moins cinq membres. Les autres galaxie sont NGC 7179, NGC 7192, NGC 7219 et ESO 108-23.